# Vakinankaratra
Vakinankaratra és una regió central de Madagascar. La capital de la regió és Antsirabe. Vakinankaratra té una superfície de 16.599 km² (6409 mi²), i l'any 2013 tenia una població estimada d'1.803.307 d'habitants.

## Història
El regne de Vakinankaratra, anomenat el regne del riu Andrantsay, va ser fundat a principis del segle xvii per Andrianony, un príncep originari d'Alasora, al sud d'Antananarivo. La capital del regne va ser Fivavahana actualment en el Districte de Betafo.
El darrer governant del Regne d'Andrantsayva ser Andriamanalinarivo que ocupava el tron quan el rei d'Imerina, Andrianampoinimerina, va conquerir l'àrea amb l'ajuda del jove príncep Radama I a principis del segle xix. El territori va ser integrat al Regne de Merina sota el nou nom de Vakinankaratra.
Durant el període colonial la capital de la regió va passar a ser Antsirabe.

## Població
Vakinankaratra és la segona regió amb més població de Madagascar i té la segona densitat de població més alta, només superada per Analamanga, on es troba la capital nacional i ciutat més gran del país, Antananarivo. L'any 2013, Vakinankaratra tenia una població estimada d'1,803,307 d'habitants i una densitat mitjana de 108.6 persones per km². La gran vasta de la població pertany al grup ètnic Merina.

## Geografia

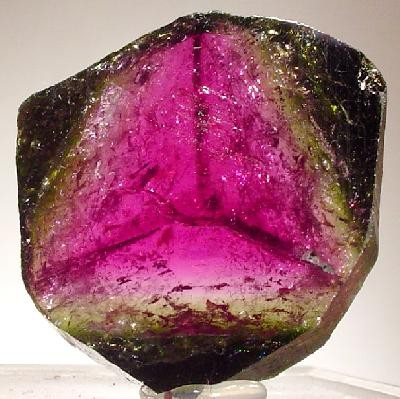
Un tall polit de liddicoatita de Betafo. Foto de Rob Lavinsky.

Vakinankaratra està situada en les terres altes centrals de Madagascar. La regió té una superfície de 16.599 km² (6.409 mi²) sent la tercera regió menys extensa de Madagascar. Limita amb la regió de Bongolava al nord-oest, Itasy al nord, Analamanga al nord-est, Alaotra Mangoro i Atsinanana a l'est, Amoron'i Mania al sud, i Menabe a l'oest.
Un cert nombre de minerals preciosos han estat trobats a Vakinankaratra, i inclouen la ferrocolumbita, la liddicoatita, i la londonita.

## Divisions administratives
La regió de Vakinankaratra és dividida en set districtes, els quals són a la vegada subdividits en 86 comunes.
- Districte Ambatolampy
- Districte Antanifotsy
- Districte Antsirabe I
- Districte Antsirabe II
- Districte Betafo
- Districte Faratsiho
- Districte Mandoto

## Política
Des del 2009, després del començament de la crisi política nacional, Paul Razanakolona ha mantingut la posició de Cap de Regió. Els Caps de Regió anteriors inclouen Lantoniaina Nirina Harintsoa Rabenantoandro (2004-2008) i Étienne Randimbiharimanana (2008-2009).